# Nototriton saslaya
Nototriton saslaya är en groddjursart som beskrevs av Köhler 2002. Nototriton saslaya ingår i släktet Nototriton och familjen lunglösa salamandrar. IUCN kategoriserar arten globalt som sårbar. Inga underarter finns listade i Catalogue of Life.